# Hugo Sperrle
Hugo Sperrle (ur. 7 lutego 1885 w Ludwigsburgu, m. 2 kwietnia 1953 w Monachium) – niemiecki wojskowy, lotnik i bojówkarz, feldmarszałek, dowódca Legionu Condor i 3 Floty Powietrznej, z którą uczestniczył w agresji na Francję, ostatecznie całości Luftwaffe na Zachodzie. Uczestnik I i II wojny światowej oraz rewolucji listopadowej i wojny domowej w Hiszpanii.

## Życiorys
Urodził się w rodzinie browarniczej mieszkającej w niemieckim mieście Ludwigsburg. Wstąpił do armii w 1903 roku jako oficer piechoty. Podczas I wojny światowej został przeniesiony do lotnictwa, gdzie służył przez cztery lata, między innymi w Feldflieger-Abteilung 4.
Po wojnie wstąpił do prawicowego Freikorpsu. Do niemieckich sił powietrznych wstąpił ponownie gdy tylko Hermann Göring ogłosił utworzenie nowej formacji – Luftwaffe (łamiąc postanowienia traktatu wersalskiego); otrzymał stopień generała majora.
W 1936 roku wyjechał do Hiszpanii jako dowódca Legionu Condor. Jego szefem sztabu był późniejszy feldmarszałek, Wolfram von Richthofen, kuzyn niemieckiego asa lotnictwa z czasów I wojny światowej – Manfreda von Richthofena. W październiku 1937 roku powrócił do nazistowskich Niemiec i został dowódcą 3 Floty Powietrznej. Odgrywał znaczącą rolę w niemieckim blitzkriegu podczas kampanii francuskiej, a w maju 1940 roku został mianowany feldmarszałkiem.
Po zakończeniu kampanii pozostał w okupowanej Francji, gdzie został dowódcą zachodnich sił Luftwaffe. Jednak nie zdołał zatrzymać lądowania aliantów w Normandii w czerwcu 1944 roku, przez co został zdymisjonowany dwa miesiące po tym wydarzeniu.
Po wojnie został oskarżony o zbrodnie wojenne podczas procesu w Norymberdze. Oczyszczono go jednak ze wszystkich zarzutów.

## Ordery i odznaczenia
- Krzyż Żelazny (1914) 
  - II klasy
  - I Klasy
- Order Lwa Zeryngeńskiego z Liśćmi Dębu i Mieczami (18 maja 1915)
- Krzyż Rycerski Orderu Hohenzollernów z Liśćmi Dębu i Mieczami (31 marca 1917)
- Kawaler Order Zasługi Wojskowej
- Kawaler I klasy Orderu Fryderyka z Mieczami
- Krzyż Honorowy Reusski III klasy z Mieczami
- Preußisches Militär-Flugzeugführer-Abzeichen
- Hiszpański Medalla de la Campaña
- Hiszpański Cruz de Guerra
- Hiszpański Flugzeugführerabzeichen
- Krzyż Honorowy
- Złoty Krzyż Hiszpanii z mieczami i brylantami
- Krzyż Żelazny (1939)
  - II klasy
  - I Klasy
- Krzyż Rycerski Krzyża Żelaznego (17 maja 1940)
- Odznaka pilota obserwatora złota z brylantami